# Tai Si
Tai Si (chinesisch 太姒, etwa 12. – 11. Jahrhundert v. Chr.) war die Ehefrau König Wens von Zhou und wird als hoch respektierte Frau des antiken Chinas verehrt. Sie war eine Nachfahrin Yu des Großen – Gründer der Xia-Dynastie – und Mutter von zehn Söhnen, einschließlich König Wus von Zhou – Gründer der Zhou-Dynastie – und seinem jüngeren Bruder, dem Herzog von Zhou.
Insbesondere verehrt durch Wu Zetian, Chinas einzigem kaiserlichen Regenten, erhielten Tai Si und König Wen im Jahre 690 die Tempelnamen „Shizu“ (chinesisch 始祖).

## Leben
Tai Si soll im Youxin-Clan (chinesisch 有莘氏) mit dem Abstammungsnamen Si im heutigen Heyang geboren worden sein. Der Han-Dynastie-Historiker Sima Qian schrieb im Shiji, dass sie ursprünglich aus dem älteren Staat Qi oder Zeng stammt, die beide in und um das heutige Henan lagen.
Die traditionelle Geschichte zu Tai Sis Aufstieg zur Königin besagt, dass der zukünftige König Wen von Zhou, geborener Chang, eines Tages entlang der Ufer des Flusses Wei spazierte und dort zum ersten Mal Tai Si traf. Ihre Schönheit nahm Chang so gefangen, dass er zunächst dachte, sie wäre eine Göttin oder ein Engel. Tai Si erwies sich als Frau mit Güte, Weisheit und einfachen Ansprüchen und Chang entschied sich, sie zur Frau zu nehmen. Weil der Fluss Wei keine Brücke hatte, ließ Chang eine errichten, indem er einige Boote so aneinanderbauen ließ, dass sich ein schwimmender Pfad über den Fluss ergab. Tai Si war beeindruckt und sie heirateten.
Nachdem Tai Si in die Familie ihres Mannes aufgenommen worden war, soll sie durch Fleiß, Ethik und Auftreten schnell die Gunst der anderen Frauen der königlichen Familie erlangt haben. Sie und der König hatten zusammen zehn Söhne und Tai Si soll eine außergewöhnliche Lehrerin und Mutter gewesen sein, so dass alle Söhne aufrechte und weise Männer wurden.

## Rezeption
Guan Ju, das Eröffnungslied des chinesischen Buches der Lieder, mit seiner eröffnenden Beschreibung einer wunderschönen Jungfrau, die Pflanzen an einem Flussufer pflückt und von einem jungen Prinzen geliebt wird, soll das erste Treffen von Tai Si und dem Prinzen am Fluss Wei beschreiben.